# SS A1 (spårvagn)

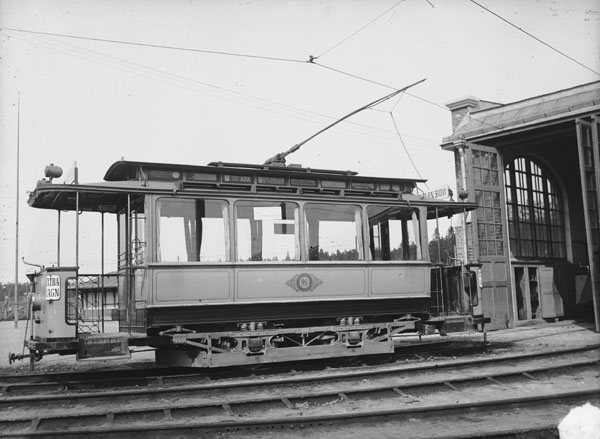
SNS litt. A1 nr. 99

A1 är beteckningen (litterat) på en spårvagnstyp som användes i Stockholms kollektivtrafik fram till början av 1960-talet.
Vagnarna ägdes från början av SNS (Stockholms Nya Spårvägsaktiebolag) som 1917 slogs ihop med SSB (Stockholms Södra Spårvägsaktiebolag) till AB Stockholms Spårvägar. A1 var en innerstadsvagn.

## A11/A12
A11 och A12 kan sägas ha varit större boggivarianter av A1-typen och anskaffades till förortslinjerna.